# Министерство культуры, деколонизации и депатриархализации
Министерство культуры, деколонизации и депатриархализации Боливии (исп. Ministerio de Culturas, Descolonización, y Despatriarcalización) — является министерством правительства Боливии, которое занимается сохранением и защитой культуры и художественного самовыражения коренных народов Боливии, а также содействует развитию туристического сектора страны и процессу деколонизации и депатриархализации.

## История
История Министерства культуры началась с создания Боливийского института культуры (IBC) президентом Уго Бансером 14 марта 1975 года. IBC, позже переименованный в Секретариат культуры, был зависимым подразделением Министерства образования и культуры, которому были предоставлены юрисдикция над Национальными архивами Сукре, Каса-де-ла-Либертад и Каса-де-ла-Монеда в Потоси. Во время второго президентства Бансера с 1997 по 2001 год секретариат был дополнительно повышен до статуса заместителя министра.
В 2006 году, во время раннего правления президента Эво Моралеса — первого президента Боливии непосредственно из числа коренных народов — управление было расширено до заместителя министра культурного развития. 7 февраля 2009 года в соответствии с главой XX Верховного указа № 29894 об организационной структуре исполнительного органа многонационального государства Моралес сформировал Министерство культуры. Возглавлявший министерство до этого вице-министр Пабло Грукс на следующий день был назначен главой министерства. С принятием Общего закона о туризме «Боливия ждет вас» портфель культурных проектов был расширен, и на время президентства Моралеса он был переименован в Министерство культуры и туризма.
Переходное правительство Жанин Аньес ликвидировало министерский портфель 4 июня 2020 года под предлогием сохранения средств для борьбы с пандемией COVID-19. Это решение было раскритиковано оппозицией, особенно членами «Движения к социализму» бывшего президента Моралеса (MAS-IPSP). После возвращения к власти «Движения к социализму» на всеобщих выборах того года президент Луис Арсе восстановил это ведомство в качестве Министерства культуры, деколонизации и депатриархализации 13 ноября 2020 года. Восстановленное министерство возглавила Сабина Орельяна.